# Rustico di Narbona
Rustico di Narbona (IV secolo – 26 ottobre 461) fu monaco dell'abbazia di Lerino e  vescovo di Narbona dal 427 al 461.

## Biografia
Rustico era figlio di un vescovo di nome Bonoso, e nipote di un altro vescovo di nome Aràtor, che si prese cura della sua educazione. Fu a Roma a perfezionare i suoi studi e ben presto si guadagnò una buona reputazione di oratore pubblico. Decise di abbracciare la vita contemplativa e di farsi monaco entrando nell'abbazia di Lerino. Qualche tempo dopo venne ordinato sacerdote e il 3 ottobre, 430 (o 427) fu consacrato vescovo di Narbona.
Dovette affrontare l'invasione dei Visigoti di Teodorico I (436). L'assedio di Narbona da parte dei Visigoti con l'occupazione di gran parte della sua provincia da parte di questo popolo germanico seguace dell'Arianesimo (ma la città non fu presa dai Visigoti fino al 462) e dissidi tra i cattolici lo scoraggiarono al punto da fargli scrivere a  papa Leone I, rinunciando al vescovado, ma ne fu dissuaso dallo stesso papa. Cercando di consolidare e rafforzare il cattolicesimo nel 441 inizio l'opera di ricostruzione della cattedrale, distrutta da un incendio, e il nuovo edificio venne inaugurato nel 445.
Nel 451 assistette alla convocazione di 44 vescovi della Gallia e approvò la lettera di papa Leone a Flaviano riguardo al nestorianesimo. Fu presente anche al concilio di Arles, con tredici vescovi, per decidere una questione tra Teodoro, vescovo di Fréjus, e l'abbazia di Lerino. Fu inoltre uno dei 12 vescovi che si riunirono per l'elezione di Ravennio a vescovo di Arles nel 449. Prima di morire, Rustico designò come suo successore l'arcidiacono Ermete, contro il parere del papa. Morì nel 461.
Si conserva una sua lettera giovanile a san Girolamo, al quale chiese consiglio sulla sua vocazione, e due lettere a papa Leone, scritte da vescovo negli anni intorno al 450. Lo stesso papa Leone gli inviò una lettera nella quale rispondeva a 19 questioni riguardanti la disciplina e nella quale gli rimproverava di aver manifestato l'intenzione di abbandonare l'episcopato.
La sua festa si celebra il 26 ottobre.